# Liste des séries télévisées de Munhwa Broadcasting Corporation
 (décembre 2021).
Cet article présente la liste des séries télévisées de Munhwa Broadcasting Corporation par année de 1980 à aujourd'hui.

## Années 1980

### 1980
- A Hundred Year Old Guest

### 1981
- Jang Hee-bin

### 1982
- Lee Seung-hoon of the Nam River
- Millionaire Princess Kim Gap-soon
- Baeksan Ahn Hee-jae
- Lee Yong-ik

### 1983
- King of Trade Choi Bong-joon
- 25 Hours of Ambition
- Tomorrow's Sun
- Deep Rooted Tree

### 1984
- The Ume Tree in the Midst of the Snow

### 1985
- The Wind Orchid
- The Imjin War

### 1986
- The Hoechun Gate
- Namhan Mountain Castle
- Under The Same Roof

### 1987
- Firebird
- Hooray
- Bucho
- Tomorrow After Tomorrow
- The Last Witness
- Sanha
- A Beautiful Secret Love Affair
- Forbidden Land
- A Retired Front
- Temptation
- A Life Story
- My Daughter

### 1988
- Teacher, Our Teacher
- People of Wonmi-dong
- We Don't Know That Either
- The Street Musician
- Human Market
- If Tomorrow Comes
- The Last Idol
- Supreme Prosecutors' Office
- Sandcastle
- Our Town
- A Bad Year For The City

### 1989
- Winter Mist
- Bird Migration
- For the Emperor
- A Restless Tree
- Butterfly, Let's Go Settle
- Wound
- The Fifth Row
- The Great Battle
- An Angel’s Choice
- Armband
- Giant

## Années 1990

### 1990
- The House with a Deep Yard
- What Women Want
- A Perfect Love
- Ddombanggakha
- Dark Sky, Dark Bird
- The Dancing Gayageum
- Fun World

### 1991
- Palace
- The Beginning of a Farewell
- Rosy Life
- Happy Language Dictionary
- My Heart is a Lake
- Dongui Bogam
- Eyes of Dawn

### 1992
- A Promise
- Haengchon Apartments
- Kingdom of Wrath
- Jealousy
- 4 Days Love
- Two Women
- The Sun Shines Out the Window
- Wind in the Grass

### 1993
- Walking All the Way to Heaven
- Way of Love
- Mountain Wind
- I Am Not An Angel
- Iljimae
- Pilot
- Woman's Man

### 1994
- The Last Match
- Majso
- Bird, Bird, Blue Bird
- Adam's City
- Love in Your Bosom
- M
- Challenge
- Last Lover
- Giant's Hand
- Song of a Blind Bird
- Koreiski
- Partner

### 1995
- Hotel
- Do You Remember Love?
- TV City
- Spider
- Woman
- Basics of Love

### 1996
- Star
- Their Embrace
- 1.5
- Sickle
- Icing
- Lover
- Splendid Holiday
- The Most Beautiful Goodbye in the World
- Seven Spoons

### 1997
- Golden Feather
- Medical Brothers
- Star in My Heart
- Fireworks

### 1998
- All I Know is Love
- See and See Again

### 1999
- Springtime
- The Boss
- Last War
- Kook Hee
- Hur Jun
- Did We Really Love?
- Goodbye My Love
- Into the Sunlight
- Days of Delight

## Années 2000

### 2000
- Some Like It Hot
- Housewife's Rebellion
- Truth
- Bad Boys
- All About Eve
- Mr. Duke
- Secret
- Golden Era
- Mom and Sister
- Say It with Your Eyes
- Nonstop
- Because of You
- Foolish Princes

### 2001
- Hong Guk Young
- Sun Hee and Jin Hee
- Sangdo
- Delicious Proposal
- Hotelier
- Four Sisters
- Sweet Bear
- Man of Autumn
- Picnic
- How Should I Be?
- Law of Marriage
- Every Day with You

### 2002
- Man in Crisis
- Confession
- My Love Patzzi
- Inspector Park Mun-su
- Sunshine
- Gift
- Romance
- Ruler of Your Own World
- Remember
- Trio
- Love Rollercoaster
- Miss Mermaid

### 2003
- Love Letter
- The Bean Chaff of My Life
- Rooftop Room Cat
- Damo
- Dae Jang Geum
- Snowman
- Country Princess
- Scent of a Man
- Women Next Door
- Good Person
- Breathless
- Desert Spring
- Argon
- Good News
- Something About 1%
- Swan Lake
- Pretty Woman

### 2004
- Phoenix
- The Age of Heroes
- Match Made in Heaven
- Say You Love Me
- The Woman Who Wants to Marry
- First Love of a Royal Prince
- Ireland
- Tropical Nights in December
- People of the Water Flower Village
- Sweet Buns
- Lotus Flower Fairy

### 2005
- Wonderful Life
- Smile of Spring Day
- Next
- Lawyers
- The Secret Lovers
- Sweet Spy
- Sad Love Story
- Super Rookie
- My Lovely Sam Soon
- Our Attitude to Prepare Parting
- Autumn Shower
- Young Jae Golden Days
- Beating Heart
- Recipe of Love
- Let's Get Married
- Shin Don
- Sisters of the Sea
- Be Strong, Geum-soon!
- The Youth in Bare Feet
- Jikji

### 2006
- Wolf
- Special of My Life
- Which Star Are You From?
- Jumong
- Princess Hours
- Dr. Kkang
- One Fine Day
- Over the Rainbow
- What's Up Fox?
- 90 Days, Time to Love
- Love Truly
- My Beloved Sister
- Fireworks
- Looking for Dorothy
- Couple or Trouble
- End of Love
- Love Me When You Can
- High Kick!
- Love Can't Wait
- So in Love

### 2007
- H.I.T
- Good Wife
- The 1st Shop of Coffee Prince
- Legend of Hyang Dan
- Yi San
- Prince Hours
- Thank You
- Merry Mary
- Ground Zero
- Time Between Dog and Wolf
- The Legend
- New Heart
- Moon-hee
- Kimcheed Radish Cubes
- Behind the White Tower
- Que Sera, Sera
- Air City
- Two Outs in the Ninth Inning
- By My Side
- Even So Love
- Kimchi Cheese Smile
- Bad Woman, Good Woman
- Opposites Attract

### 2008
- Night is Night
- East of Eden
- Who Are You?
- Our Happy Ending
- Spotlight
- The Lawyers of the Korea
- Beethoven Virus
- General Hospital 2
- Woman of Matchless Beauty, Park Jung-geum
- My Life's Golden Age
- The Last Scandal of My Life
- La Dolce Vita
- Don't Go Away
- White Lies
- Elephant
- The Secret of Coocoo Island
- Here He Comes
- Chunja's Happy Events
- I Love You, Don't Cry

### 2009
- Queen of Housewives
- Queen Seondeok
- The Return of Iljimae
- Cinderella Man
- Triple
- Soul
- Heading to the Ground
- Hero
- Good Job, Good Job
- Tamra, the Island
- Creating Destiny
- Friend, Our Legend
- Assorted Gems
- I Can't Stop
- Hilarious Housewives
- High Kick Through the Roof
- What's for Dinner?
- Enjoy Life

## Années 2010

### 2010
- Pasta
- Dong Yi
- Queen of Reversals
- The Woman Who Still Wants to Marry
- Personal Taste
- I Live Without Incident
- Running
- Road No. 1
- Playful Kiss
- Home Sweet Home
- Dandelion Family
- Gloria
- A Man Called God
- Kim Su-ro, The Iron King
- Flames of Desire
- Pink Lipstick
- The Scarlet Letter
- Cutie Pie
- All My Love
- Golden Fish
- Stormy Lovers

### 2011
- The Duo
- Miss Ripley
- Gyebaek
- Lights and Shadows
- My Princess
- Royal Family
- The Greatest Love
- Heartstrings
- Can't Lose
- Me Too, Flower!
- Twinkle Twinkle
- A Thousand Kisses
- Can You Hear My Heart
- Hooray for Love
- You're So Pretty
- Dangerous Women
- High Kick: Revenge of the Short Legged
- I Trusted Him
- The Invincible Daughters-in-Law
- The Best Day in My Life

### 2012
- Golden Time
- The King's Doctor
- Moon Embracing the Sun
- The King 2 Hearts
- I Do, I Do
- Arang and the Magistrate
- Missing You
- God of War
- Sons
- Feast of the Gods
- Dr. Jin
- May Queen
- An Angel's Choice
- It Was Love
- Standby
- Mom is Acting Up
- Can't Live Without You
- Here Comes Mr. Oh

### 2013
- Gu Family Book
- Goddess of Fire
- Empress Ki
- 7th Grade Civil Servant
- When a Man Falls in Love
- The Queen's Classroom
- Two Weeks
- Medical Top Team
- Miss Korea
- Pots of Gold
- Give Love Away
- A Hundred Year Legacy
- Scandal: A Shocking and Wrongful Incident
- Golden Rainbow
- Good For You
- Hold My Hand
- Princess Aurora
- Shining Romance
- Hur Jun, the Original Story
- The King's Daughter, Soo Baek-hyang

### 2014
- Triangle
- The Night Watchman's Journal
- Pride and Prejudice
- Cunning Single Lady
- A New Leaf
- Fated to Love You
- My Spring Days
- Mr. Back
- Jang Bo-ri is Here!
- Rosy Lovers
- Hotel King
- Mama
- Legendary Witches
- Everybody, Kimchi!
- Stormy Woman
- Make a Wish
- The Invincible Lady Cha
- Mother's Garden
- Apgujeong Midnight Sun

### 2015
- Shine or Go Crazy
- Splendid Politics
- Glamorous Temptation
- Kill Me, Heal Me
- Angry Mom
- Warm and Cozy
- Scholar Who Walks The Night
- She Was Pretty
- Sweet, Savage Family
- Make a Woman Cry
- My Mom
- Queen's Flower
- My Daughter, Geum Sa-wol
- Love of Eve
- Victory For Tomorrow
- The Great Wives
- Dearest Lady
- A Daughter Just Like You
- Beautiful You
- Splash Splash Love

### 2016
- Monster
- Woman with a Suitcase
- Night Light
- One More Happy Ending
- Goodbye Mr. Black
- Lucky Romance
- W
- Shopping King Louie
- Weightlifting Fairy Kim Bok-joo
- Happy Home
- Blow Breeze
- Marriage Contract
- The Flower in Prison
- Father, I'll Take Care of You
- Good Person
- Always Spring
- Begin Again
- Happiness Giver
- Working Mom Parenting Daddy
- Golden Pouch

### 2017
- The Rebel
- The Guardians
- The King in Love
- 20th Century Boy and Girl
- Two Cops
- Missing 9
- Radiant Office
- The Emperor: Owner of the Mask
- Man Who Dies to Live
- Hospital Ship
- I'm Not a Robot
- You Are Too Much
- Man in the Kitchen
- Bad, Thief, Good Thief
- Money Flower
- Teacher Oh Soon-nam
- Reverse
- The Return of Fortunate Bok
- Enemies from the Past
- Sisters-in-Law

### 2018
- The Great Seducer
- You Drive Me Crazy
- Partners for Justice
- Risky Romance
- Bad Papa
- Less Than Evil
- Hold Me Tight
- Come and Hug Me
- The Time
- My Secret Terrius
- Children of Nobody
- The Rich Son
- My Healing Love
- My Contracted Husband, Mr. Oh
- Goodbye to Goodbye
- Hide and Seek
- A Pledge to God
- Secrets and Lies

### 2019
- Item
- Special Labor Inspector Jo
- Partners for Justice 2
- Welcome 2 Life
- Spring Turns to Spring
- The Banker
- One Spring Night
- Rookie Historian Goo Hae-ryung
- Extraordinary You
- Love with Flaws
- Love in Sadness
- Different Dreams
- The Golden Garden
- Never Twice
- Everybody Say Kungdari
- Bad Love
- Blessing of the Sea

## Années 2020

### 2020
- 365: Repeat the Year
- Dinner Mate
- Lonely Enough To Love
- Kairos
- The Game: Towards Zero
- Find Me in Your Memory
- Kkondae Intern
- She Knows Everything
- Chip In
- When I Was Most Beautiful
- The Spies Who Loved Me
- My Wonderful Life

### 2021
- Love Scene Number
- Oh! Master
- Here's My Plan
- On the Verge of Insanity
- The Veil
- The Red Sleeve
- A Good Supper
- The Second Husband

### 2022
- Tomorrow